# Guerra Civil del Iemen del Nord
La Guerra civil del Iemen del Nord (àrab: ثورة 26 سبتمبر, Ṯawra 26 Sabtambar, ‘Revolució del 26 de Setembre’) es va lliurar al Iemen del Nord entre 1962 i 1970 entre els partidaris del Regne Mutawakkilita i els de la República Àrab del Iemen. La guerra va començar amb un cop d'estat dut a terme en 1962 per republicans revolucionaris dirigits per l'exèrcit sota el comandament d'Abdullah as-Sallal, que va destronar al recentment coronat iman Muhammad al-Badr i va declarar el Iemen com una república durant la seva presidència. L'iman va escapar a la frontera amb l'Aràbia Saudita, on va reunir el suport popular de les tribus xiïtes del nord per a reprendre el poder, la qual cosa va provocar una ràpida escalada cap a una guerra civil a gran escala.
En el bàndol monàrquic, Jordània, l'Aràbia Saudita i Israel van proporcionar ajuda militar, i el Regne Unit va donar suport en secret, mentre que els republicans van comptar amb el suport d'Egipte i van rebre avions de guerra de la Unió Soviètica. Hi van participar tant forces estrangeres irregulars com convencionals. El president egipci Gamal Abdel Nasser va fer costat als republicans amb fins a 70.000 soldats i armes egípcies. Malgrat diverses accions militars i conferències de pau, la guerra es va estancar a mitjan dècada de 1960.
Es considera que el compromís d'Egipte amb la guerra va ser perjudicial per a la seva actuació en la Guerra dels Sis Dies de juny de 1967, després de la qual a Nasser li va resultar cada vegada més difícil mantenir la participació del seu exèrcit i va començar a retirar les seves forces del Iemen. La sorprenent destitució de Sallal el 5 de novembre per part dels dissidents iemenites, secundats pels membres de les tribus republicanes, va donar lloc a un canvi intern de poder en la capital, mentre els monàrquics s'acostaven a ella des del nord. El nou govern de la república estava encapçalat per Cadi Abdul Rahman al-Eryani, Ahmed Noman i Mohamed Ali Uthman, tots els quals van dimitir al poc temps o van fugir del país, deixant la desorganitzada capital sota el control del primer ministre Hassan al-Amri. El setge de Sanà en 1967 es va convertir en el punt d'inflexió de la guerra. El primer ministre republicà que quedava va aconseguir mantenir el control de Sanà i, al febrer de 1968, els monàrquics van aixecar el setge. Els enfrontaments van continuar paral·lelament a les converses de pau fins a 1970, quan l'Aràbia Saudita va reconèixer a la República i va entrar en vigor un alto el foc.
Els historiadors militars egipcis es refereixen a la guerra del Iemen com la seva Vietnam. L'historiador Michael Oren (exambaixador d'Israel als EUA) va escriure que l'aventura militar egipci al Iemen va ser tan desastrosa que «la imminent guerra del Vietnam podria haver estat fàcilment anomenada el Iemen dels Estats Units».

## Context

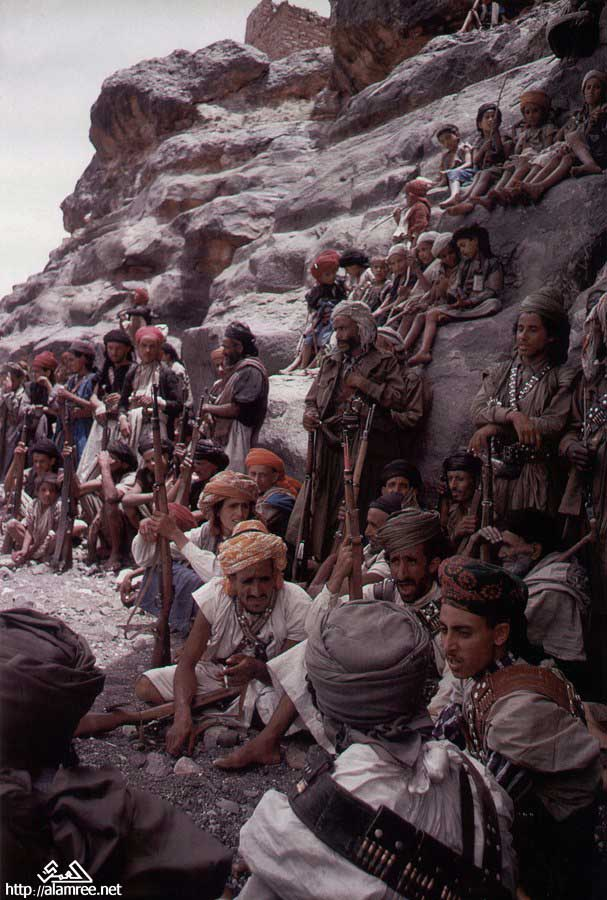
Membres de la tribu iemenita que van donar suport a al-Badr

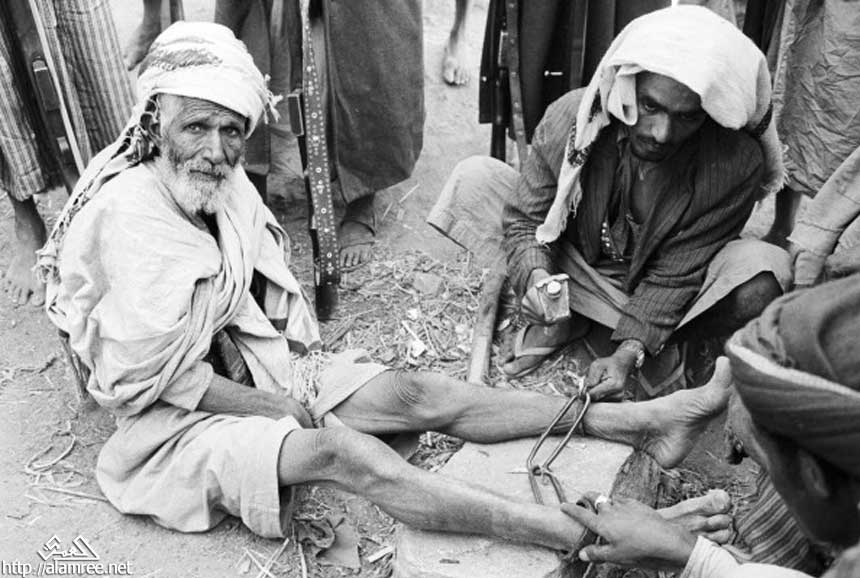
Membre d'una tribu iemenita retingut com a ostatge per les forces de al-Badr

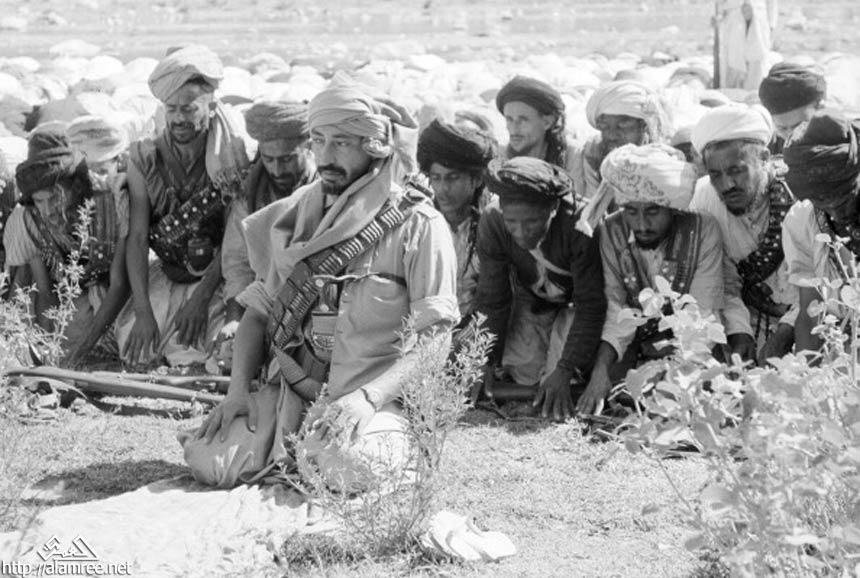
Muhammad al-Badr resant amb els seus guàrdies.

### Iemen
L'iman Ahmad bin Yahya va heretar el tron iemenita en 1948. En 1955, el coronel Ahmad Thalaya, entrenat a l'Iraq, va dirigir una revolta contra ell. Un grup de soldats sota el seu comandament va envoltar el palau real d'Al Urdhi en Taizz, una fortalesa fortificada on vivia l'iman amb el seu harem, el tresor real, un arsenal d'armes modernes i una guàrdia palatina de 150 homes, i va exigir l'abdicació de Ahmad. Ahmad va acceptar, però va exigir que el seu fill, Muhammad al-Badr, li succeís. Thalaya es va negar, preferint al germanastre del rei, l'emir Saif l'Islam Abdullah, ministre d'Afers exteriors de 48 anys. Mentre Abdullah començava a formar un nou govern, Ahmad va obrir les arques del tresor i va començar a comprar en secret als soldats assetjadors. Al cap de cinc dies, el número de asediantes es va reduir de 600 a 40. Ahmad va sortir llavors del palau, amb una màscara de diable i brandant una llarga simitarra, terroritzant als assetjadors. Va acoltellar a dos sentinelles abans de canviar l'espasa per un subfusell i dirigir als seus 150 guàrdies a la teulada del palau per a iniciar un atac directe contra els rebels. Després de 28 hores, 23 rebels i un guàrdia de palau havien mort i Thalaya es va rendir. Més tard es va informar de l'execució d'Abdullah, i Thalaya va ser decapitat públicament.
Al març de 1958, al-Badr va arribar a Damasc per a comunicar a Nasser l'adhesió del Iemen a la República Àrab Unida. No obstant això, Ahmad anava a conservar el seu tron i el seu poder absolut, i l'acord només constituïa una estreta aliança. En 1959, Ahmad va viatjar a Roma per a tractar-se de la seva artritis, reumatisme, problemes de cor i, pel que sembla, de la seva addicció a les drogues. Van esclatar les baralles entre els caps tribals, i al-Badr va tractar sense èxit de comprar als dissidents prometent «reformes», com el nomenament d'un consell representatiu, més sou per a l'exèrcit i ascensos. Al seu retorn, Ahmad va jurar aixafar als «agents dels cristians». Va ordenar la decapitació d'un dels seus súbdits i l'amputació de la mà esquerra i el peu dret d'altres 15, en càstig per l'assassinat d'un alt funcionari el mes de juny anterior. Al-Badr només va ser reprès per la seva indulgència, però la ràdio iemenita va deixar d'emetre els discursos dels oficials de l'exèrcit i es van silenciar les converses sobre les reformes.
Al juny de 1961, Ahmad encara s'estava recuperant d'un intent d'assassinat sofert quatre mesos abans, i es va traslladar de la capital, Taizz, al palau d'esbarjo de Sala. Badr, que ja era ministre de Defensa i d'Afers exteriors, es va convertir en primer ministre en funcions i també en ministre de l'Interior. Malgrat ser príncep hereu, al-Badr encara havia de ser triat pels ulemes de Sanà. Al-Badr no era popular entre els ulemes a causa de la seva associació amb Nasser, i els ulemes havien rebutjat la petició de Ahmad de ratificar el títol de Badr. L'iman Ahmad va morir el 18 de setembre de 1962 i li va succeir el seu fill, Muhammad al-Badr. Un dels primers actes del-Badr va ser nomenar el coronel Abdullah Sallal, conegut socialista i nasserista, com a comandant de la guàrdia de palau.

### Egipte
Nasser havia buscat un canvi de règim al Iemen des de 1957 i, finalment, va posar en pràctica els seus desitjos el gener de 1962 cedint al Moviment del Iemen Lliure espai d'oficina, suport financer i temps de ràdio. La biografia d'Anthony Nutting sobre Nasser identifica diversos factors que van portar al president egipci a enviar forces expedicionàries al Iemen. Entre ells, la ruptura de la unió amb Síria en 1961, que va dissoldre la República Àrab Unida, danyant el seu prestigi. Una ràpida victòria decisiva al Iemen podria ajudar-lo a recuperar el lideratge del món àrab. Nasser també tenia la seva reputació com a força anticolonial, i es va proposar lliurar al Iemen del Sud, i a la seva estratègica ciutat portuària d'Aden, de les forces britàniques.
Mohamed Heikal, cronista de la presa de decisions de la política nacional egípcia i confident de Nasser, va escriure en For Egypt Not For Nasser, que s'havia posat en contacte amb Nasser sobre el tema del suport al cop d'estat al Iemen. Heikal va argumentar que la revolució de Sallal no podria absorbir l'enorme número de personal egipci que arribaria al Iemen per a apuntalar el seu règim, i que seria prudent considerar l'enviament de voluntaris nacionalistes àrabs de tot Orient Mitjà per a lluitar al costat de les forces republicanes iemenites, suggerint la guerra civil espanyola com a plantilla a partir de la qual dirigir els esdeveniments al Iemen. Nasser va rebutjar les idees de Heikal, insistint en la necessitat de protegir el moviment nacionalista àrab. Nasser estava convençut que un regiment de forces especials egípcies i una ala de caces bombarders podrien assegurar el cop d'estat republicà iemenita.
Les consideracions de Nasser per a enviar tropes al Iemen poden haver inclòs el següent (1) l'impacte del seu suport a la guerra d'independència d'Algèria de 1954-62; (2) la ruptura de Síria amb la República Àrab Unida de Nasser en 1961; (3) aprofitar una bretxa en les relacions britàniques i franceses, que s'havien tibat pel suport de Nasser al FLN a Algèria i principalment pels seus esforços per a soscavar l'Organització del Tractat Central (CENTO), que va provocar la caiguda de la monarquia iraquiana en 1958; (4) enfrontar-se a l'imperialisme, que Nasser considerava el destí d'Egipte; (5) garantir el domini del Mar Roja des del Canal de Suez fins a l'estret de Bab el-Màndeb; (6) venjar-se de la família reial saudita, que Nasser considerava que havia soscavat la seva unió amb Síria.

## Història

### Cop d'estat

#### Complot

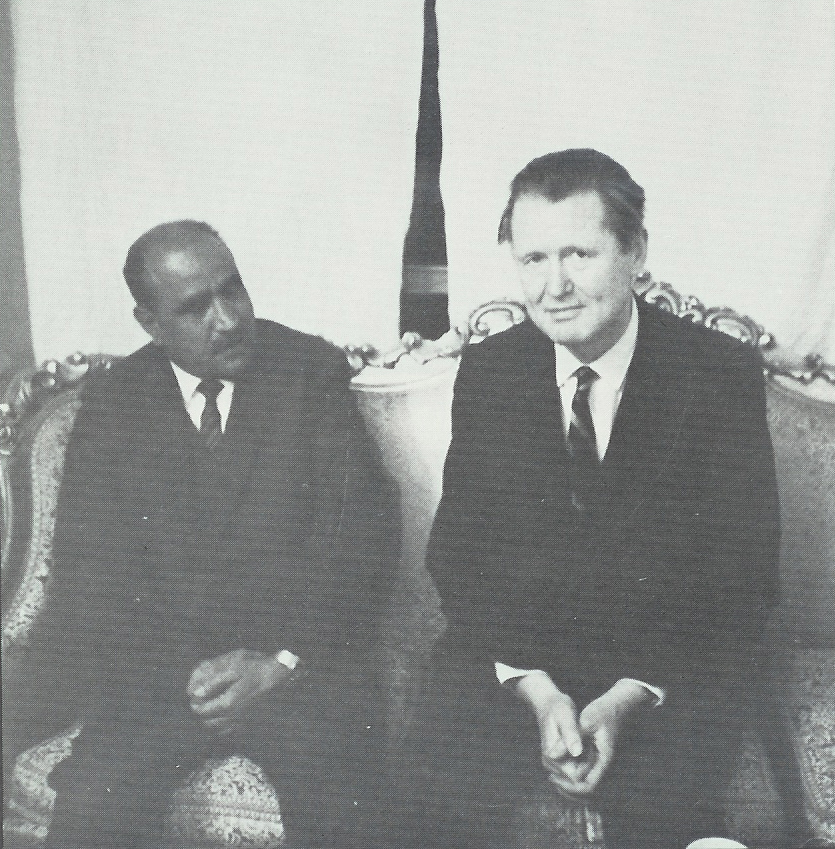
L'autor Dana Adams Schmidt amb el president Sallal al març de 1967

A Sanà hi havia almenys quatre complots. Una estava encapçalada pel tinent Ali Abdul al Moghny. Un altre va ser concebut pel coronel Abdullah Sallal. El seu complot es va fusionar amb una tercera conspiració impulsada per la confederació tribal haixid en venjança per l'execució del seu xeic suprem i el seu fill per part d'Ahmad. Una quarta conspiració estava formada per diversos prínceps joves que pretenien desfer-se d'al-Badr però no de l'imamat. Els únics homes que coneixien aquests complots eren l'encarregat de negocis amb cartes de gabinet egipci, Abdul Wahad, i el propi al-Badr. L'endemà de la mort de Ahmad, el ministre d'al-Badr a Londres, Ahmad al Shami, li va enviar un telegrama en el qual li instava a no anar a Sanà per a assistir al funeral del seu pare perquè diversos oficials egipcis, així com alguns dels seus, estaven conspirant contra ell. El secretari personal d'al-Badr no li va transmetre aquest missatge, al·legant que no entenia el codi. És possible que al-Badr s'hagi salvat gràcies a la concentració de milers d'homes que havia en el funeral. Al-Badr no s'assabentà del telegrama fins més tard.

Un dia abans del cop, Abdul Wahad, que afirmava tenir informació del servei d'intel·ligència egipci, va advertir a al-Badr que Sallal i altres quinze oficials, inclòs Moghny, estaven planejant una revolució. El propòsit de Wahad era cobrir-se a si mateix i a Egipte en cas que el cop fracassés, per a incitar als conspiradors a una acció immediata i portar a Sallal i a Moghny a una conspiració per si sols. Sallal va obtenir el permís imàmic per fer intervenir a les forces armades. Llavors, Wahad es va dirigir a Moghny i li va dir que al-Badr havia descobert d'alguna manera el complot, i que havia d'actuar immediatament abans que els altres oficials fossin arrestats. Li va dir que si aconseguia controlar Sanà, la ràdio i l'aeroport durant tres dies, tot Europa li reconeixeria.

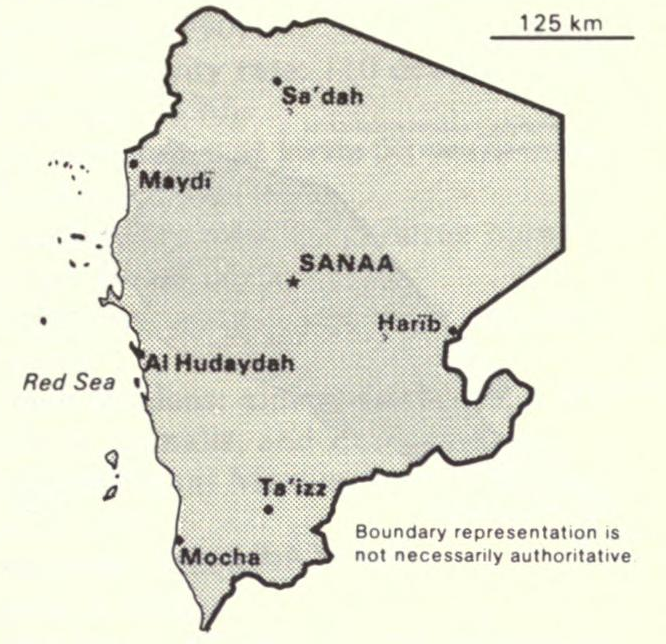
Mapa del Iemen del Nord

Sallal va ordenar que l'acadèmia militar de Sanà entrés en alerta total, obrint totes les armeries i lliurant armes a tots els oficials subalterns i a la tropa. La nit del 25 de setembre, Sallal va reunir coneguts líders del moviment nacionalista iemenita i a altres oficials que havien simpatitzat o participat en les protestes militars de 1955. Cada oficial i cèl·lula rebria ordres i començaria quan es bombardegés el palau d'al-Badr. Les zones clau que s'assegurarien eren el palau d'Al-Bashaer (el palau d'al-Badr), el palau d'Al-Wusul (zona de recepció de dignataris), l'estació de radi, la central telefònica, Qasr al-Silaah (l'armeria principal) i la caserna general de seguretat central (Intel·ligència i Seguretat Interna).

#### Realització
A dos quarts d'onze de la nit, al-Badr va sentir que els tancs es desplaçaven pels carrers pròxims i va suposar que eren els que Sallal havia demanat que es moguessin. Una hora i quart després, l'exèrcit va començar a bombardejar el palau.
Al-Badr va agafar una metralladora i va començar a disparar als tancs, encara que estaven fora del seu abast. Moghny va enviar un cotxe blindat a la casa de Sallal i li va convidar a la caserna general, on li va demanar que s'unís a la revolució. Sallal va acceptar, amb la condició de ser president. Moghny va acceptar. El cop d'estat es va dur a terme amb 13 tancs de la Brigada Badr, sis cotxes blindats, dos canons d'artilleria mòbils i dos canons antiaeris. El comandament i el control de les forces lleials al cop tindrien lloc en l'Acadèmia Militar. Una unitat d'oficials revolucionaris acompanyada de tancs es va dirigir cap al Palau d'Al-Bashaer. Per micròfon, van fer una crida a la Guàrdia de l'imamat perquè se solidaritzés amb la tribu i lliurés a Muhammad al-Badr, que seria enviat pacíficament a l'exili. La Guàrdia de l'imamat es va negar a rendir-se i va obrir foc, la qual cosa va portar als líders revolucionaris a respondre amb tancs i projectils d'artilleria. Els rebels planejaven desplegar tancs i artilleria en el cop.

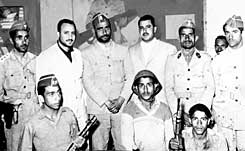
Abdullah Sallal (centre) i els dirigents del cop a l'octubre de 1962

La batalla en el palau va continuar fins que els guàrdies es van rendir als revolucionaris l'endemà al matí. L'estació de ràdio va ser la primera a caure, assegurada després de la mort d'un oficial lleial i el col·lapse de la resistència. L'armeria va ser potser l'objectiu més fàcil, ja que una ordre escrita de Sallal va ser suficient per a obrir el magatzem, derrotar els monàrquics i assegurar rifles, artilleria i munició per als revolucionaris. La central telefònica també va caure sense resistència. En el Palau d'Al-Wusul, les unitats revolucionàries es van mantenir segures sota el pretext de concedir i protegir els diplomàtics i dignataris que s'allotjaven allí per a saludar al nou iman del Iemen. A última hora del matí del 26 de setembre, totes les zones de Sanà estaven assegurades i la ràdio va transmetre que Muhammad al-Badr havia estat enderrocat pel nou govern revolucionari en el poder. Les cèl·lules revolucionàries de les ciutats de Taizz, Al-Hujja i la ciutat portuària d'al-Hudayda van començar llavors a assegurar els arsenals, els aeroports i les instal·lacions portuàries.

#### Conseqüències del cop
Al-Badr i els seus assistents personals van aconseguir escapar per una porta en el mur del jardí en la part posterior del palau. Degut el toc de queda, van haver d'evitar els carrers principals. Van decidir escapar individualment i reunir-se al poble de Gabi al Kaflir, on es van reunir després d'una caminada de 45 minuts.
Sallal va haver de derrotar a un company revolucionari, Al-Baidani, un intel·lectual doctorat, que no compartia la visió de Nasser. El 28 de setembre, es van emetre emissions de ràdio anunciant la mort d'al-Badr. Sallal va reunir els membres de la tribu a Sanà i va proclamar: «La monarquia corrupta que va governar durant mil anys va ser una desgràcia per a la nació àrab i per a tota la humanitat. Qualsevol que intenti restaurar-la és un enemic de Déu i de l'home». Per a llavors, s'havia assabentat que al-Badr continuava viu i s'havia dirigit a l'Aràbia Saudita.
El general egipci Ali Abdul Hameed va ser enviat amb avió i va arribar el 29 de setembre per a avaluar la situació i les necessitats del Consell del Comandament Revolucionari del Iemen. Egipte va enviar un batalló de forces especials (Saaqah) en una missió per a actuar com a guàrdies personals de Sallal. Van arribar a al-Hudayda el 5 d'octubre. Quinze dies després d'haver abandonat Sanà, al-Badr va enviar a un home a l'Aràbia Saudita per a anunciar que estava viu. Després es va dirigir allí ell mateix, travessant la frontera prop de Khobar, en l'extrem nord-oriental del regne.

### Intents diplomàtics
Aràbia Saudita, tement la invasió nasserista, va desplegar tropes al llarg de la seva frontera amb el Iemen, mentre el rei Hussein I de Jordània enviava al seu cap d'Estat Major de l'Exèrcit per a mantenir converses amb l'oncle d'al-Badr, el príncep Hassan. Entre el 2 i el 8 d'octubre, quatre avions de càrrega saudites van sortir de l'Aràbia Saudita carregats d'armes i material militar per als membres de les tribus monàrquiques iemenites; no obstant això, els pilots van desertar a Assuan. Els ambaixadors de Bonn, Londres, Washington DC i Amman van fer costat a l'iman, mentre que els ambaixadors del Caire, Roma i Belgrad van declarar el seu suport a la revolució republicana. L'URSS va ser la primera nació a reconèixer la nova república, i Nikita Khrusxov va telegrafiar a Sallal: «Qualsevol acte d'agressió contra el Iemen es considerarà un acte d'agressió contra la Unió Soviètica».
Als Estats Units el preocupava que el conflicte s'estengués a altres parts d'Orient Mitjà. El president John F. Kennedy es va afanyar a enviar notes a Nasser, Faisal de l'Aràbia Saudita, Hussein i Sallal. El seu pla consistia en el fet que les tropes de Nasser es retiressin del Iemen mentre l'Aràbia Saudita i Jordània interrompien la seva ajuda a l'iman. Nasser va acceptar retirar les seves forces només després que Jordània i l'Aràbia Saudita «cessessin totes les operacions agressives a les fronteres». Faisal i Hussein van rebutjar el pla de Kennedy, ja que implicaria el reconeixement dels «rebels» per part dels EUA. Van insistir que els Estats Units hauria de retenir el reconeixement de la presidència de Sallal, ja que l'iman encara podria recuperar el control del Iemen, i que Nasser no tenia intenció de retirar-se. Els saudites van argumentar que Nasser volia els seus camps petrolífers i esperava utilitzar el Iemen com a trampolí per a una revolta en la resta de la península aràbiga. El rei Hussein de Jordània també estava convençut que l'objectiu de Nasser era el petroli de l'Aràbia Saudita, i que si els saudites s'anaven, ell seria el següent.
Sallal va declarar: «Adverteixo als Estats Units que si no reconeix a la República Àrab del Iemen, jo no els reconeixeré pas». L'encarregat de negocis amb cartes de gabinet estatunidenc a Taizz, Robert Stookey, va informar que el règim republicà tenia el control total del país, excepte d'algunes zones frontereres. No obstant això, el govern britànic insistia en la fortalesa del suport tribal de l'iman. Una carta escrita pel president Kennedy a Faisal amb data del 25 d'octubre, que es va mantenir confidencial fins a gener de 1963, deia: «Pot estar segur que comptarà amb tot el suport dels Estats Units per al manteniment de la integritat de l'Aràbia Saudita». Els avions estatunidencs van realitzar dues demostracions de força a l'Aràbia Saudita. En la primera, sis jets F-100 van realitzar demostracions de vol acrobàtic sobre Riad i Jiddah; en la segona, dos bombarders de reacció i un transport a reacció gegant, mentre tornaven a la seva base prop de París després d'una visita a Karachi, el Pakistan, van fer una demostració sobre Riyadh.
Sallal va proclamar la «ferma voluntat del Iemen de complir amb les seves obligacions internacionals», entre elles un tractat de 1934 en el qual es comprometia a respectar el protectorat britànic d'Aden. Nasser va prometre «iniciar la retirada gradual» del seu exèrcit de 18.000 homes, «sempre que les forces saudites i jordanes també es retirin de les regions frontereres», però deixaria als seus tècnics i assessors. El 19 de desembre, els Estats Units es va convertir en la 34a nació a reconèixer la República Àrab del Iemen. Un dia més tard, les Nacions Unides també la va reconèixer. L'ONU va continuar considerant a la república com l'única autoritat del país i va ignorar per complet als monàrquics.
Gran Bretanya, amb el seu compromís amb Aràbia del Sud i la seva base a Aden, considerava la invasió egípcia una amenaça real. El reconeixement de la república suposava un problema pels diversos tractats que Gran Bretanya havia signat amb els xeics i sultans de la Federació d'Aràbia del Sud. L'Aràbia Saudita va instar els britànics a alinear-se amb els monàrquics. D'altra banda, hi havia alguns en el Ministeri d'Afers exteriors britànic que creien que Gran Bretanya podia comprar seguretat per a Aden reconeixent la república. No obstant això, finalment Gran Bretanya va decidir no reconèixer-la. L'Iran, Turquia i la major part d'Europa occidental també es van negar a reconèixer-la. Per contra, la república va rebre el reconeixement d'Alemanya Occidental, Itàlia, el Canadà i Austràlia, així com de la resta dels governs àrabs, Etiòpia i tot el bloc comunista.
Una setmana després del reconeixement estatunidenc, Sallal es va fanfarronejar en una desfilada militar que la república tenia coets que podien arribar «als palaus de l'Aràbia Saudita», i a principis de gener els egipcis van tornar a bombardejar i metrallar Najran, una ciutat saudita propera a la frontera amb el Iemen. Els Estats Units va respondre amb una altra demostració aèria sobre Jiddah i un destructor s'hi va unir el 15 de gener. Pel que sembla, els Estats Units va acceptar enviar bateries antiaèries i equips de control de radars a Najran. A més, Ralph Bunche va ser enviat al Iemen, on es va reunir amb Sallal i el mariscal de camp egipci Abdel Hakim Amer. El 6 de març Bunche va estar al Caire, on Nasser li va assegurar que retiraria les seves tropes del Iemen si els saudites deixaven de donar suport als monàrquics.

### OperacióHard-surface
Mentre Bunche informava al Secretari General de l'ONU U Thant, el Departament d'Estat dels Estats Units va sol·licitar l'ajuda del ambaixador Ellsworth Bunker. La seva missió es basava en una decisió presa pel Consell de Seguretat Nacional, que va ser concebuda per McGeorge Bundy i Robert Komer. La idea del que es va conèixer com a Operation Hard-surface (traduït literalment com «Operació Superfície dura») era canviar la seguretat estatunidenca (o l'aparença d'ella) per un compromís saudita de detenir l'ajuda als monàrquics, sobre la base dels quals els estatunidencs aconseguirien que Nasser retirés les seves tropes. L'operació consistiria en «vuit avionets».
L'ambaixador Bunker va arribar a Riad el 6 de març. Faisal va rebutjar l'oferta de Bunker, que també estava vinculada a promeses de reforma. Les instruccions originals de l'operació Hard-surface eren que els avions estatunidencs «atacarien i destruirien» a qualsevol intrús que sobrevolés l'espai aeri saudita, però posteriorment les van modificar perquè els saudites poguessin defensar-se si eren atacats. Evidentment, Bunker es va cenyir a la fórmula original i va recalcar que si només Faisal cessava la seva ajuda als monàrquics, els Estats Units podria pressionar a Nasser perquè es retirés. Faisal va acabar acceptant l'oferta, i Bunker es va reunir amb Nasser a Beirut, on el president egipci va reiterar les garanties que havia donat a Bunche.
La missió de Bunche i Bunker va donar origen a la idea d'una missió d'observadors al Iemen, que finalment es va convertir en la Missió d'Observació de les Nacions Unides al Iemen (UNYOM). L'equip d'observadors de l'ONU, que seria creat per l'antic comandant de l'ONU al Congo, el general de divisió suec Carl von Horn. El seu acord de retirada exigia (1) l'establiment d'una zona desmilitaritzada que s'estengués vint quilòmetres a cada costat d'una frontera demarcada del Iemen amb l'Aràbia Saudita, de la qual havia d'excloure's tot equipament militar; (2) l'estacionament d'observadors de l'ONU dins d'aquesta zona a banda i banda de la frontera per a observar, informar i prevenir qualsevol intent continuat dels saudites de aprovisionar a les forces monàrquiques.
El 30 d'abril, von Horn va ser enviat per a descobrir quin tipus de força es necessitava. Uns dies més tard, es va reunir amb Amer al Caire i es va assabentar que Egipte no tenia intenció de retirar totes les seves tropes del Iemen. Al cap d'uns dies més, el viceministre saudita d'Afers exteriors, Omar Saqqaff, li va comunicar que els saudites no acceptarien cap intent d'Egipte de deixar les forces de seguretat després de la seva retirada. L'Aràbia Saudita ja havia estat reduint el seu suport als monàrquics, en part perquè el projecte d'unitat d'Egipte amb Síria i l'Iraq feia que Nasser semblés massa perillós. En aquell moment, la guerra li costava a Egipte 1.000.000 de dòlars al dia i gairebé 5.000 baixes. Encara que va prometre retirar les seves tropes, Egipte es va reservar el privilegi de deixar un número no especificat per al «entrenament» de l'exèrcit republicà del Iemen.
Al juny, von Horn va anar a Sanà, intentant sense èxit aconseguir l'objectiu de 1) posar fi a l'ajuda saudita als monàrquics, 2) crear una franja desmilitaritzada d'uns 40 km al llarg de la frontera saudita, i 3) supervisar la retirada gradual de les tropes egípcies. Al setembre, von Horn va comunicar la seva dimissió per cable a O Thant, qui va anunciar que la missió continuaria, a causa de les «garanties verbals» d'Egipte i l'Aràbia Saudita de continuar finançant-la. El nombre de tropes egípcies va augmentar i, a la fi de gener, l'esquadró de «Hard-surface» va ser retirat després d'una disputa amb Faisal. El 4 de setembre de 1964, l'ONU va admetre el fracàs i va retirar la seva missió.

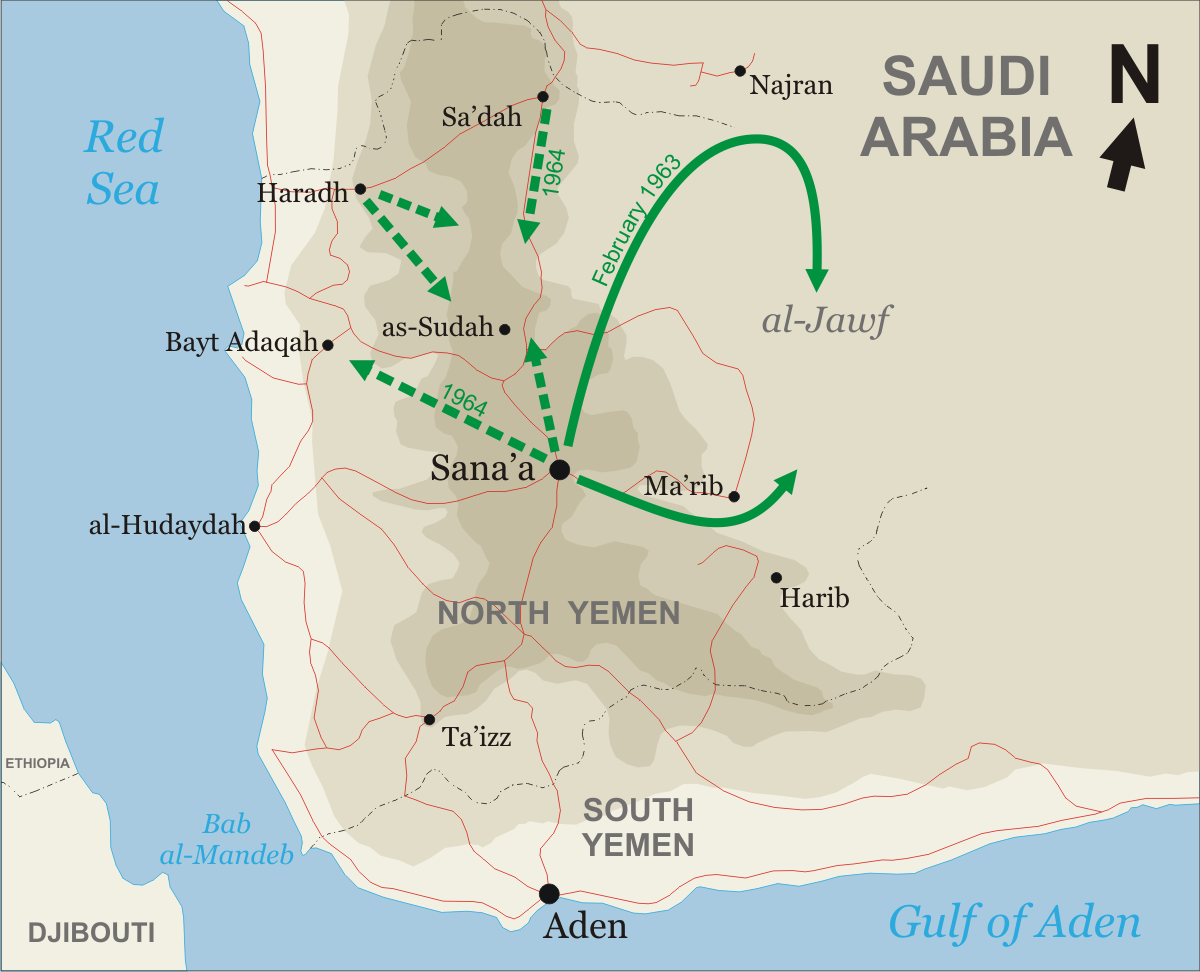
Les ofensives de Ramadà (recta) i Haradh (puntejada)

### Ofensives egípcies
L'Estat Major egipci va dividir la guerra del Iemen en tres objectius operatius. El primer va ser la fase aèria, que va començar amb avions d'entrenament modificats per a metrallar i transportar bombes i va acabar amb tres ales de caces bombarders, estacionades prop de la frontera saudita-iemenita. Les sortides egípcies es van dirigir al llarg de la costa de Tihama del Iemen i cap a les ciutats saudites de Najran i Jizan. El seu objectiu era atacar a les formacions terrestres monàrquiques i substituir la falta d'efectius egipcis sobre el terreny amb un poder aeri d'alta tecnologia. En combinació amb els atacs aeris egipcis, una segona fase operativa consistia a assegurar les principals rutes que conduïen a Sanà, i des d'allí assegurar les ciutats i pobles claus. La major ofensiva basada en aquesta tàctica operativa va ser l'«Ofensiva del Ramadà» de març de 1963, que va durar fins a febrer de 1964, i que es va centrar en obrir i assegurar les carreteres de Sanà a Sadah, al nord, i de Sanà a Marib, a l'est. L'èxit de les forces egípcies va fer que la resistència monàrquica hagués de refugiar-se en els pujols i muntanyes per a reagrupar-se i dur a terme ofensives d'atac contra les forces republicanes i egípcies que controlaven les ciutats i les carreteres. La tercera ofensiva estratègica va consistir en la pacificació de les tribus que eren favorables al govern republicà, la qual cosa va suposar la despesa d'enormes quantitats de fons per a necessitats humanitàries i el suborn descarat dels líders tribals.

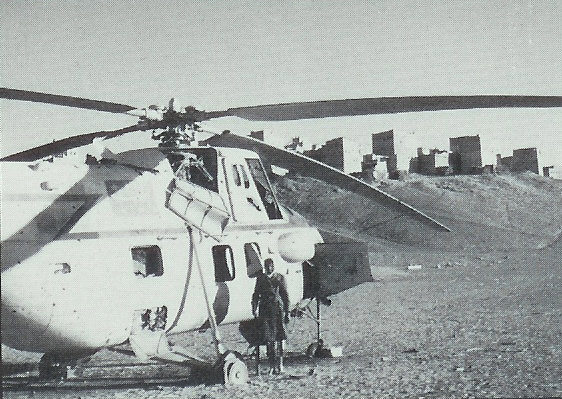
Un helicòpter republicà, capturat al principi de la guerra pels monàrquics als afores de Marib

#### Ofensiva de Ramadà
L'ofensiva del Ramadà va començar al febrer de 1963, quan Amer i Sadat van arribar a Sanà. Amer va demanar al Caire que dupliqués els 20.000 homes al Iemen, i ja a principis de febrer van arribar els primers 5.000 del reforç. El 18 de febrer, un comandament format per quinze tancs, vint vehicles blindats, divuit camions i nombrosos jeeps va partir de Sanà cap al nord, en direcció a Sadah. Li van seguir més tropes de guarnició. Uns dies més tard, una altra força especial, encapçalada per 350 homes en tancs i vehicles blindats, va partir de Sadah cap al sud-est, en direcció a Marib. Es van endinsar en el desert de Rub al-Khali, possiblement fins a ben entrat en territori saudita, i allí es van reforçar amb un pont aeri. Després es van dirigir cap a l'oest. El 25 de febrer van ocupar Marib i el 7 de març van prendre Harib. Una força monàrquica de 1.500 homes enviada des de Najran no va poder detenir-los en el seu camí des de Sadah. El comandant monàrquic de Harib va fugir a Beihan, en el costat de la frontera protegit pels britànics. En la batalla del Argoup, a 40 km al sud-est de Sanà, 500 monàrquics al comandament del príncep Abdullah van atacar una posició egípcia en el cim d'un pujol escarpat que estava fortificada amb sis tancs soviètics T-54, una dotzena de carros blindats i metralladores atrinxerades. Els monàrquics van avançar en una prima línia d'escaramusses i van ser bombardejats per l'artilleria, els morters i els avions de metrallament. Van respondre amb fusells, un morter amb 20 projectils i un bazuca amb quatre projectils. La batalla va durar una setmana i va costar als egipcis tres tancs, set carros blindats i 160 morts. Els egipcis estaven ara en unes posicions des de les quals podien aspirar a interceptar el tràfic de subministraments dels monàrquics a les muntanyes del nord i l'est de Sanà.
A principis d'abril els monàrquics van celebrar una conferència amb Faisal a Riad. Van decidir adoptar noves tàctiques, incloent intents d'aconseguir subministraments al voltant de les posicions ara en poder dels egipcis, utilitzant camells en lloc de camions per a creuar les muntanyes i arribar a les posicions a l'est de Sanà. Les caravanes de camells procedents de Beihan girarien cap al Rub al-Khali i entrarien al Iemen al nord de Marib. També es va decidir que els monàrquics havien de reforçar les seves operacions a l'oest de les muntanyes amb tres «exèrcits». A finals d'abril, van començar a recuperar-se i van afirmar haver recuperat algunes de les posicions que els egipcis havien pres en la governació de Jawf, en particular les petites però estratègiques ciutats de Barat i Safra, totes dues a les muntanyes entre Sadah i el Jawf, i van poder moure's lliurement en el desert oriental del Khabt. En el Jawf afirmaven haver netejat tots els punts forts egipcis excepte Hazm, i en l'oest la ciutat de Batanah.

#### Ofensiva de Haradh
El 12 de juny, la infanteria egípcia, que comptava amb uns 4.000 efectius, reforçada per l'exèrcit republicà i mercenaris del protectorat d'Aden, va envair la ciutat de Beit Adaqah, a uns 48 km a l'oest de Sanà, on el príncep Abdullah mantenia un front que s'estenia des de la carretera d'al-Hudayda, a través de la província de Kawakaban, fins al sud de Hajjah. En dos dies, els atacants van avançar uns 19 km, abans de ser rebutjats per un contraatac. Els monàrquics van admetre unes 250 baixes. A continuació, els egipcis van atacar Sudah, a uns 160 km al nord-oest de Sanà. Van aprofitar la impopularitat del comandant monàrquic local per a subornar a diversos xeics locals i van ocupar la ciutat sense resistència. Al cap d'un mes, els xeics van enviar delegacions a al-Badr sol·licitant el perdó i demanant armes i diners per a lluitar contra els egipcis. Al-Badr va enviar noves forces i va aconseguir recuperar els voltants de Sudah, encara que no la ciutat en si.

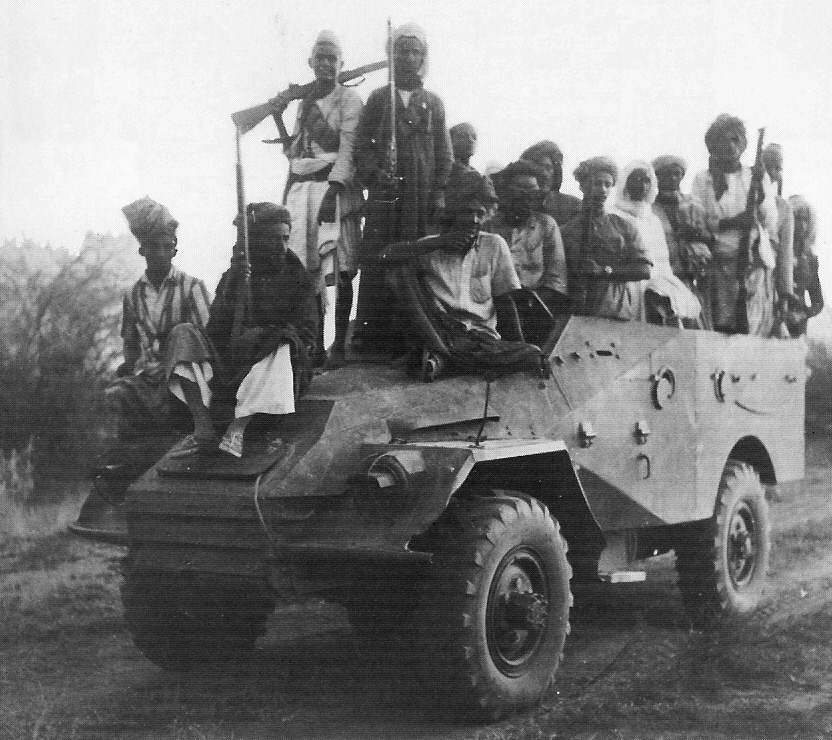
Un carro blindat de fabricació soviètica, capturat pels guerrillers monàrquics als egipcis prop de Haradh

El 15 d'agost, els egipcis van llançar una ofensiva des de la seva principal base nord-occidental a Haradh. Comptaven amb 1.000 soldats i uns 2.000 republicans. El pla, segons la interpretació dels serveis d'intel·ligència britànics, semblava consistir a tallar la pista de 48 km cap al sud a través de les muntanyes des de la frontera saudita a Khoubah fins a la caserna general del-Badr a les muntanyes de Qara, prop de Washa, i després dividir-se en dos grups de treball, un que es desplacés cap a l'est a través de Washa fins a la caserna general i l'altre cap al nord-est al llarg de la pista fins a la frontera saudita per sota de les muntanyes de Razih. Els egipcis van començar el seu moviment el dissabte al matí, avançant pels barrancs de Haradh i Tashar. El dissabte i el diumenge a la tarda es van veure sorpresos per una forta pluja i els seus vehicles, entre els quals es trobaven vint tancs i uns quaranta vehicles blindats, es van enfonsar profundament en el fang. Els defensors els van abandonar fins al dilluns a l'alba. Al-Badr va sortir de la seva caserna general a les tres del matí amb 1.000 homes per a dirigir un contraatac en el barranc de Tashar, mentre Abdullah Hussein atacava en el barranc de Haradh.
Mentrestant, els egipcis havien planejat un avanç coordinat des de Sadah cap al sud-oest, per sota de les muntanyes de Razih, amb l'esperança d'enllaçar amb la força procedent de Haradh. Comptaven amb un xeic local, les forces del qual havien d'unir-se a 250 paracaigudistes egipcis. El xeic no va complir la seva comesa i els paracaigudistes van tornar a Sadah, sofrint baixes pels franctiradors en el camí. Al-Badr havia enviat missatges de ràdio i per corredors per tot arreu demanant reforços. Va demanar a les forces de reserva que s'entrenaven en el Jawf que arribessin en camions amb canons de 55 i 57 mil·límetres i morters de 81 mil·límetres i metralladores pesades. Van arribar en quaranta-vuit hores, a temps per a enfrontar-se als atacants. Van flanquejar les columnes egípcies, que seguien embussades en el fang dels barrancs. Més tard van anunciar que havien eliminat deu dels tancs egipcis i aproximadament la meitat dels seus vehicles blindats, i van afirmar haver derrocat un bombarder Iliuixin. Els monàrquics també van dur a terme dues operacions de suport. Un va ser un assalt a Jihana, en el qual van morir diversos oficials de l'Estat Major. El segon va ser un intent, en el qual hi van participar assessors britànics i mercenaris francesos i belgues de Katanga, de bombardejar Sanà des d'un cim pròxim. També hi van dur a terme altres operacions de distracció com les incursions contra avions i tancs egipcis en l'aeroport del sud de Sanà i un morter contra instal·lacions egipcis i republicans en un suburbi de Taizz. Tot i que els egipcis van aconseguir expulsar a al-Badr de la seva caserna general a una cova a Jabal Shedah, no van poder tancar la frontera saudita. Van declarar la victòria en la ràdio i en la premsa, però es van veure obligats a acordar un alto el foc en la pròxima conferència d'Erkwit, el 2 de novembre.

### Cimera d'Alexandria i alto el foc d'Erkwit
El setembre del 1964, Nasser i Faisal es van reunir en el cimera àrab d'Alexandria. En aquell moment, Egipte tenia 40.000 soldats al Iemen i es calcula que havia sofert 10.000 baixes. En el seu comunicat oficial, els dos líders es van comprometre a 1) cooperar plenament per a resoldre les diferències existents entre les diferents faccions del Iemen, 2) col·laborar per a evitar enfrontaments armats al Iemen i 3) aconseguir una solució mitjançant un acord pacífic. El comunicat va ser àmpliament aclamat en el món àrab, i Washington el va qualificar de «acció d'estadista» i de «pas important cap a una eventual solució pacífica de la llarga guerra civil». Nasser i Faisal es van abraçar calorosament en l'aeroport d'Alexandria i es van dir mútuament «germà». Faisal va dir que deixava Egipte «amb el cor replets d'amor pel president Nasser».
El 2 de novembre, en una conferència secreta a Erkwit, Sudan, els monàrquics i els republicans van declarar un alto el foc efectiu a la una de la tarda del dilluns 8 de novembre. Els integrants de les tribus de tots dos bàndols van celebrar la decisió fins a aquest mateix dia, i durant l'endemà passat que entrés en vigor, van confraternitzar en diversos llocs. Els dies 2 i 3 de novembre, nou monàrquics i nou republicans, amb un observador saudita i un altre egipci, van elaborar els termes. Per al 23 de novembre estava prevista una conferència de 168 líders tribals. Per als monàrquics, la conferència es convertiria en un embrió d'assemblea nacional que nomenaria un executiu nacional provisional format per dos monàrquics, dos republicans i un neutral, per a administrar el país provisionalment i planificar un plebiscit. Fins a aquest plebiscit, que decidiria si el Iemen seria una monarquia o una república, tant Sallal com al-Badr havien d'apartar-se. Al cap dels dos dies, els egipcis van reprendre els seus bombardejos contra les posicions monàrquiques. La conferència prevista per al 23 de novembre es va ajornar fins al 30, i després indefinidament. Els republicans van culpar als monàrquics per no arribar, mentre que els monàrquics van culpar als bombardejos egipcis.

### Ofensiva monàrquica

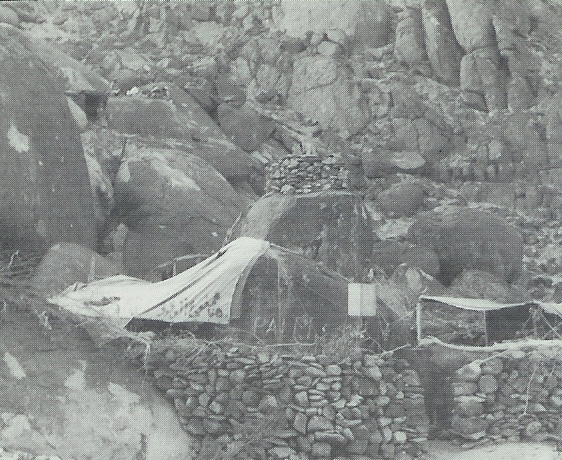
El campament utilitzat per les forces monàrquiques a Hanjar, en el nord-est del Iemen

Entre desembre de 1964 i febrer de 1965, els monàrquics van percebre quatre intents egipcis de penetrar directament a les muntanyes de Razih. La intensitat d'aquests atacs va disminuir gradualment, i es va estimar que els egipcis van perdre 1.000 homes morts, ferits i fets presoners. Mentrestant, els monàrquics estaven preparant una ofensiva. La línia de comunicacions egípcia anava de Sanà a Amran, després a Khairath, on es ramificava cap al nord-est fins a Harf. Des de Harf girava cap al sud fins a Farah, i després cap al sud-est fins a Humaidat, Mutamah i Hazm. Des de Hazm es dirigia cap al sud-est fins a Marib i Harib. Un comboi militar recorria aquesta ruta dues vegades al mes. Atès que els monàrquics havien tallat la ruta directa al llarg de les muntanyes des de Sanà fins a Marib, els egipcis no tenien cap altre camí.
L'objectiu dels monàrquics al comandament del príncep Mohamed era tallar la línia dels egipcis i obligar-los a retirar-se. Pretenien apoderar-se de les guarnicions al llarg d'aquesta línia i establir posicions des de les quals poguessin interceptar el moviment egipci. Havien preparat l'atac amb l'ajuda de la tribu Nahm, que va enganyar els egipcis fent-los creure que eren els seus aliats i que ells mateixos s'encarregarien del pas de muntanya conegut com Wadi Humaidat. El tracte monàrquic consistia en el fet que els nahm tindrien dret a saquejar als egipcis emboscats. És possible que els egipcis sospitessin que alguna cosa passava, ja que van enviar un avió de reconeixement sobre la zona un dia abans de l'atac. D'aquesta manera, els monàrquics van ocupar dues muntanyes conegudes com Asfar i Ahmar i van instal·lar canons de 75 mm i morters amb vista al uadi. El 15 d'abril, l'endemà del pas de l'últim comboi egipci, els monàrquics van llançar un atac per sorpresa. Totes dues forces comptaven amb només un parell de milers de persones. Els canons posicionats en Asfar i Ahmar van obrir foc, i després els nahms va sortir de darrere de les roques. Finalment, les tropes del príncep Mohamed els van seguir. Aquesta vegada, l'operació dels monàrquics estava totalment coordinada per ràdio. Alguns dels egipcis es van rendir sense oposar resistència, uns altres van fugir a Harah, a 800 metres al nord. Tots dos bàndols van portar reforços i la batalla es va desplaçar entre Harf i Hazm.
Mentrestant, el príncep Abdullah bin Hassan va començar a assaltar les posicions egípcies al nord-est de Sanà en Urush, el príncep Mohamed bin Mohsin va atacar als egipcis amb 500 homes a l'oest de Humaidat, el príncep Hassan va atacar des de prop de Sadah i el príncep Hassan bin Hussein es va traslladar des de Jumaat, a l'oest de Sadah, fins a una distància de tir de morter de l'aeròdrom egipci a l'oest de Sadah. Cinquanta egipcis es van rendir en Mutanah, prop de Humaidat. Finalment se'ls va permetre evacuar a Sanà amb les seves armes. La política de Mohamed consistia a mantenir als oficials com a presoners per a intercanviar-los i permetre que els soldats s'anessin a canvi de les seves armes. De tres a cinc mil tropes egípcies en guarnicions en els vessants orientals de les muntanyes i en el desert havien de ser proveïdes ara enterament per aire.

### Estancament

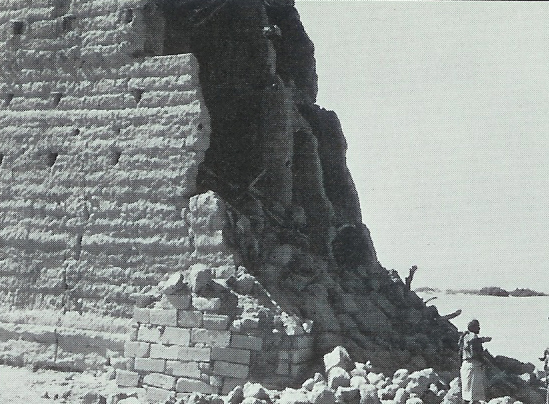
Danys causats per les bombes egípcies en un poble prop de Marib

La ràdio monàrquica va tractar d'ampliar la divisió en les files republicanes prometent una amnistia a tots els no monàrquics una vegada que es retiressin els egipcis. Al-Badr també va prometre una nova forma de govern: «un sistema constitucionalment democràtic» regit per una «assemblea nacional triada pel poble del Iemen». A petició de Sallal, Nasser li va proporcionar municions i reforços de tropes en un avió de transport des del Caire. A l'agost, els monàrquics comptaven amb set «exèrcits», cadascun dels quals tenia entre 3.000 i 10.000 homes, amb un total d'entre 40.000 i 60.000. També hi havia cinc o sis vegades més membres armats de les tribus reals i la força regular sota el comandament del príncep Mohamed. A principis de juny es van traslladar a Sirwah, en l'est del Iemen. El 14 de juny van entrar en Qaflan i el 16 de juliol van ocupar Marib. Segons les xifres oficials de l'exèrcit egipci, van tenir 15.194 morts. La guerra li estava costant a Egipte 500.000 dòlars al dia. Els monàrquics havien perdut uns 40.000 morts. A finals d'agost, Nasser va decidir implicar més els soviètics en el conflicte. Els va convèncer perquè cancel·lessin un deute de 500 milions de dòlars que havia contret i proporcionessin ajuda militar als republicans. A principis de maig, Sallal va acomiadar al seu primer ministre, el general Hassan Amri, i va nomenar a Ahmed Noman en el seu lloc. Noman era considerat un moderat que creia en el compromís. Havia dimitit com a president del Consell Consultiu republicà al desembre en protesta pel «fracàs de Sallal en el compliment de les aspiracions del poble». El primer acte de Noman va ser nomenar un nou Gabinet de 15 homes, mantenint un equilibri entre les dues principals agrupacions tribals del Iemen, els xiïtes zaidíes de la muntanya, majoritàriament monàrquics, i els sunnites xafiïtes, majoritàriament republicans.

### L'estratègia de «llarg alè» de Nasser

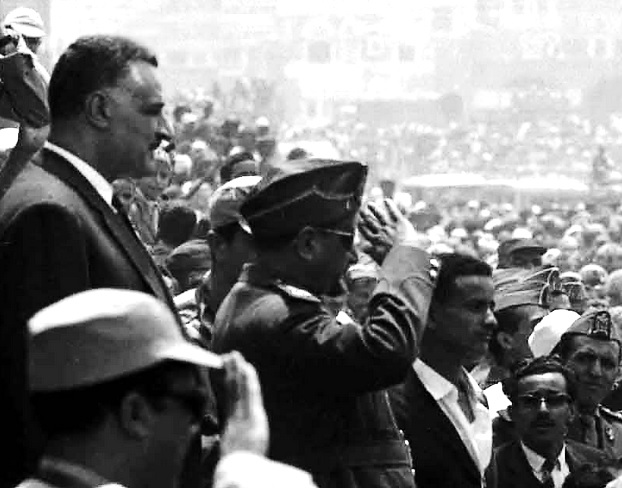
El president egipci Gamal Abdel Nasser (dempeus a l'esquerra) rebut per la multitud iemenita en la seva visita a Sanà, abril de 1964. Davant de Nasser i saludant està el president iemenita al-Sallal.

Egipte havia acumulat un deute extern de gairebé 3.000 milions de dòlars, i la diferència entre les exportacions i les importacions s'havia ampliat fins a aconseguir la xifra rècord de 500 milions de dòlars en 1965. En el Dia de la Victòria en Port Saïd, Nasser va reconèixer que «ens enfrontem a dificultats. Tots hem de treballar més dur i fer sacrificis. No tinc cap botó màgic que pugui estrènyer per a produir les coses que vostès volen». El primer ministre Zakaria Mohieddin va augmentar l'impost sobre la renda a Egipte, va afegir un «impost de defensa» a totes les vendes i va augmentar els aranzels a les importacions no essencials. També va elevar el cost dels articles de luxe en un 25% i va fixar uns preus màxims baixos per a la majoria dels productes alimentosos. Va enviar a 400 agents de paisà al Caire per a detenir a 150 comerciants per violar els preus. Al març de 1966, les forces egípcies, que ara eren gairebé 60.000, van llançar el seu major ofensiva. Els monàrquics van contraatacar però es va reprendre l'estancament. Els grups secundats pels egipcis van executar bombardejos de sabotatge a l'Aràbia Saudita.
En un discurs pronunciat en les festes de maig de 1966, Nasser va dir que la guerra entrava en una nova fase. Va llançar el que va anomenar una «estratègia de llarg alè». El pla consistia a reduir l'exèrcit de 70.000 homes a 40.000, retirar-se de les posicions exposades en l'est i el nord del Iemen, i reforçar el control de determinades parts del Iemen: la costa del Mar Roig; una davantera nord que inclou la ciutat ben fortificada de Hajja i Sanà; i la frontera amb la Federació d'Aràbia del Sud, que s'independitzaria en 1968. Nasser va insistir que els atacs a Najran, Qizan i altres «bases d'agressió» continuarien, argumentant que «aquestes eren originalment ciutats iemenites, que els saudites van usurpar en 1930».
El Sotssecretari d'Estat per a Orient Pròxim i Àsia Meridional, va volar per a mantenir converses tant amb Faisal com amb Nasser. A Alexandria, Nasser es va negar a retirar les seves tropes, malgrat el risc de perdre part o la totalitat d'un nou programa estatunidenc de distribució d'aliments per valor de 150 milions de dòlars, i altres 100 milions de dòlars d'ajuda al desenvolupament industrial. Aquest mateix mes, Alexei Kosygin va aconsellar a Nasser que no s'arrisqués a una interrupció del programa estatunidenc d'Aliments per a la Pau perquè Rússia no podia pagar la factura. Els russos també estaven disposats a ajudar a Nasser amb armes i equips al Iemen, però temien que una ampliació del conflicte a l'Aràbia Saudita portés a una confrontació de «guerra calenta» a Orient Mitjà. Nasser va ser advertit que «a la Unió Soviètica no li agradaria veure un atac a l'Aràbia Saudita».
A l'octubre, el palau de Sallal a Sanà va ser atacat amb un bazooka, i els insurgents van començar a atacar un campament de l'exèrcit egipci als afores de la ciutat i a incendiar instal·lacions egípcies, matant a uns 70 soldats egipcis. Sallal va detenir a uns 140 sospitosos, entre ells a Mohamed Ruwainy, ex ministre d'Assumptes Tribals, i al coronel Hadi Issa, excap adjunt de l'Estat Major de les Forces Armades. Sallal va acusar Ruwainy i Issa d'organitzar una «xarxa subversiva que pretenia sumir al país en el terrorisme i el pànic» i de planejar una campanya d'assassinats, finançada per l'Aràbia Saudita, Gran Bretanya, Israel i els Estats Units. Ruwainy, Issa i altres cinc van ser executats, mentre que altres vuit van ser condemnats a penes de presó que anaven des dels cinc anys fins a la cadena perpètua. Al febrer de 1967, Nasser va prometre «quedar-se al Iemen 20 anys si és necessari», mentre que el príncep Hussein bin Ahmed va dir: «Estem disposats a lluitar durant 50 anys per a mantenir a Nasser fora, com vam fer amb els turcs otomans». Tunísia va trencar les relacions diplomàtiques amb la república, dient que el govern de Sallal ja no té poder per a governar el país. L'encarregat de negocis de Sallal a Txecoslovàquia va volar a Beirut i va anunciar que anava a oferir els seus serveis als monàrquics. Nasser va dir que «tal com està la situació ara, els cims àrabs estan acabades per sempre».

#### Guerra química

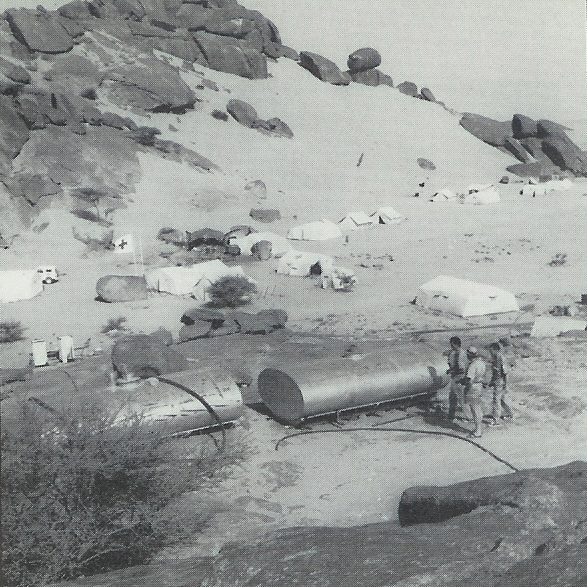
L'hospital de la Creu Roja Internacional a Uqd

El primer ús de gas va tenir lloc el 8 de juny de 1963 contra Kawma, un poble d'uns 100 habitants en el nord del Iemen, matant a unes set persones i danyant els ulls i els pulmons d'altres vint-i-cinc. Es considera que aquest incident va ser experimental, i les bombes es van descriure com a «casolanes, amateur i relativament ineficaces». Les autoritats egípcies van suggerir que els incidents reportats van ser probablement causats per napalm, no per gas. La ministra d'Afers exteriors israelià, Golda Meïr, va suggerir en una entrevista que Nasser no dubtaria a utilitzar gas també contra Israel. No va haver-hi informes sobre l'ús de gas durant 1964, i només es va informar d'uns pocs en 1965. Els informes es van fer més freqüents a la fi de 1966. L'11 de desembre de 1966, quinze bombes de gas van matar a dues persones i van ferir a trenta-cinc. El 5 de gener de 1967, el major atac amb gas es va produir contra el poble de Kitaf, causant 270 víctimes, de les quals 140 van ser mortals. L'objectiu va poder ser el príncep Hassan bin Yahya, que havia instal·lat la seva caserna general en la rodalia. El govern egipci va negar haver utilitzat gas verinós, al·legant que Gran Bretanya i els Estats Units utilitzaven els informes com a guerra psicològica contra Egipte. El 12 de febrer de 1967, va dir que acceptaria una recerca de l'ONU. L'1 de març, O Thant va dir que era «impotent» per a tractar l'assumpte.
El 10 de maig, els poblets bessons de Gahar i Gadafa, en Wadi Hirran, on el príncep Mohamed bin Mohsin estava al comandament, van ser bombardejades amb gas, matant almenys a setanta-cinc persones. La Creu Roja va ser alertada i el 2 de juny va emetre una declaració a Ginebra expressant la seva preocupació. L'Institut de Medicina Forense de la Universitat de Berna va declarar, basant-se en un informe de la Creu Roja, que era probable que el gas fos un derivat halogen: fosgen, gas mostassa, lewisita, clor o bromur de cianogen. Els atacs amb gas van cessar durant tres setmanes després de la Guerra dels Sis Dies de juny, però es van reprendre al juliol, contra totes les parts del Iemen monàrquic. Les estimacions de víctimes varien, i una suposició, considerada conservadora, és que les bombes aèries plenes de mostassa i fosgeno van causar aproximadament 1.500 morts i 1.500 ferits.

### Retirada egípcia

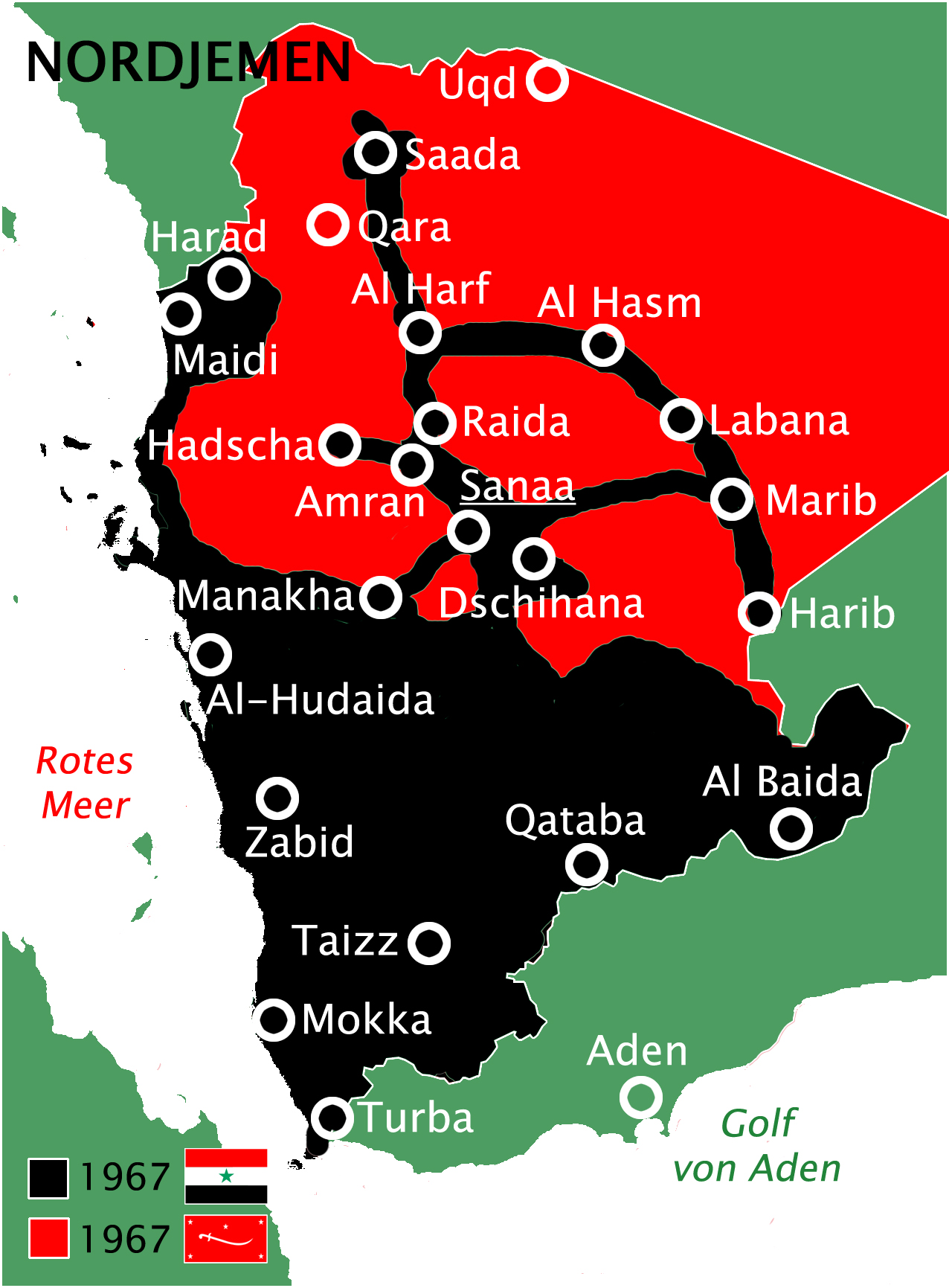
Situació al Iemen del Nord 1967 entre els republicans (negre) i els monàrquis zaidites (vermell)

En 1967, les forces egípcies es dedicaven exclusivament a la defensa d'un triangle que unia al-Hudayda, Taizz i Sanà, mentre colpejaven el sud de l'Aràbia Saudita i el Iemen del Nord amb sortides aèries. A l'agost de 1967, per a compensar als 15.000 egipcis morts, capturats o desapareguts, com a resultat de la Guerra dels Sis Dies, Nasser va retirar a 15.000 de les seves tropes del Iemen. Egipte va imposar impostos més alts a les seves classes mitjana i alta, va augmentar l'estalvi mensual obligatori dels treballadors en un 50%, va reduir el pagament d'hores extres, va retallar la ració de sucre en un terç i va reduir pràcticament tots els programes industrials importants. Només es van augmentar les despeses militars, en 140 milions de dòlars, fins a arribar a uns 1.000 milions. Nasser també va augmentar el preu de la cervesa, els cigarrets, les tarifes dels autobusos de llarga distància i del ferrocarril i l'entrada al cinema. Egipte perdia 5.000.000 de dòlars a la setmana en ingressos pel tancament del Canal de Suez, a l'altre costat del qual, els israelians s'apoderaven dels pous del Sinaí que havien produït la meitat del subministrament de petroli d'Egipte. El deute en divises d'Egipte s'acostava ara als 1.500 milions de dòlars i les seves reserves de divises es reduïen a 100 milions de dòlars.
Com a part de la Resolució de Khartum d'agost, Egipte va anunciar que estava disposat a posar fi a la guerra al Iemen. El ministre d'Afers exteriors egipci, Mahmoud Riad, va proposar que Egipte i l'Aràbia Saudita revisquessin el seu Acord de Jeddah de 1965. Faisal va expressar la seva satisfacció per l'oferta de Nasser, i al-Badr va prometre enviar les seves tropes a lluitar amb Egipte contra Israel, si Nasser complia l'acord de Jiddah. Nasser i Faisal van signar un tractat segons el qual Nasser retiraria les seves 20.000 tropes del Iemen, Faisal deixaria d'enviar armes a el-Badr i tres estats àrabs neutrals enviarien observadors. Sallal va acusar Nasser de traïció. Nasser va descongelar actius saudites a Egipte per valor de més de 100 milions de dòlars, i Faisal va desnacionalitzar dos bancs de propietat egípcia dels quals s'havia fet càrrec a principis d'aquest any. L'Aràbia Saudita, Líbia i Kuwait van acordar proporcionar a Egipte una subvenció anual de 266 milions de dòlars, dels quals 154 milions serien pagats per l'Aràbia Saudita.
La popularitat de Sallal entre les seves tropes va decaure i, després de dos atacs amb bazucas a la seva casa per part de soldats descontents, es va fer amb guàrdies egipcis. Va ordenar l'execució del seu cap de seguretat, el coronel Abdel Kader Khatari, després que la policia de Khatari disparés contra una torba que atacava un lloc de comandament egipci a Sanà, i que es negués a reconèixer al comitè de líders àrabs nomenat a Khartum per a acordar les condicions de pau. També va acomiadar a tot el seu gabinet i va formar un nou, instal·lant a tres homes de l'exèrcit en els ministeris clau, i va prendre per a sí el ministeri de l'exèrcit i el d'afers exteriors. Mentrestant, Nasser va anunciar l'alliberament de tres líders republicans que portaven més d'un any presoners a Egipte i que estaven a favor de la pau amb els monàrquics. Els tres eren Qadi Abdul Rahman Iryani, Ahmed Noman i el general Amri. Quan Sallal es va reunir amb Nasser al Caire a principis de novembre, aquest li va aconsellar que dimitís i s'exiliés. Sallal es va negar i es va dirigir a Bagdad, amb l'esperança d'obtenir el suport d'altres socialistes àrabs. Res més sortir del Caire, Nasser va enviar un telegrama a Sanà, en el qual donava instruccions a les seves tropes de no bloquejar un intent de cop d'Estat.

### Setge de Sanà

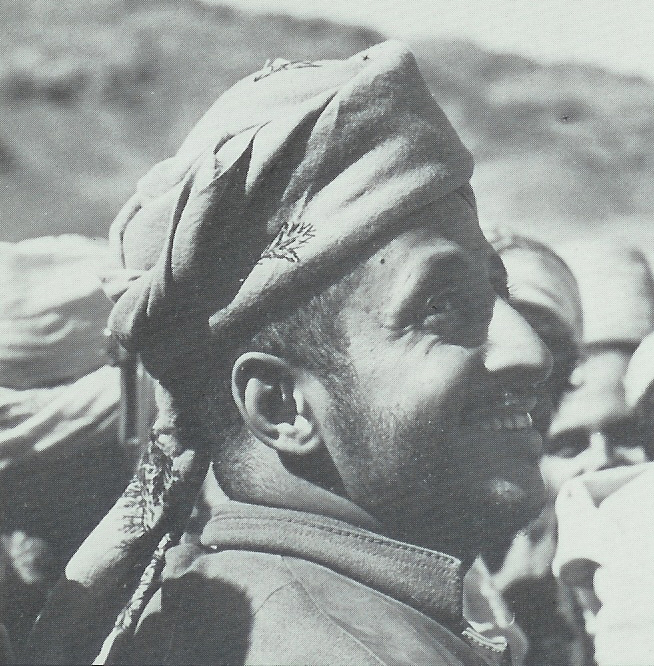
El príncep Mohamed bin Hussein, adjunt a Muhammad al-Badr, al comandament de les forces monàrquiques que assetgen Sanà, desembre de 1967

El 5 de novembre, els dissidents iemenites, secundats pels membres de les tribus republicanes convocats a Sanà, van traslladar quatre tancs a les polsoses places de la ciutat, van prendre el Palau Presidencial i van anunciar per l'emissora de ràdio del govern que Sallal havia estat destituït «de tots els càrrecs d'autoritat». El cop no va tenir oposició. A Bagdad, Sallal va demanar asil polític, dient que «tot revolucionari ha d'anticipar-se als obstacles i a les situacions difícils». El govern iraquià li va oferir un habitatge i una ajuda mensual de 500 dinars.
El nou govern republicà estava presidit per Qadi Abdul Rahman Iryani, Ahmed Noman i Mohamed Ali Uthman. El primer ministre era Mohsin al-Aini. Noman, no obstant això, va romandre a Beirut. Dubtava de la reticència dels seus col·legues a negociar amb la família Hamidaddin i preferia expulsar-la. El 23 de novembre va dimitir i el seu lloc va ser ocupat per Hassan Amri. El príncep Mohamed bin Hussein va dir als caps del país «Tenim diners, i tindreu la vostra part si us uniu a nosaltres. Si no, seguirem sense vosaltres». Els caps van acceptar mobilitzar a les seves tribus. 6.000 soldats regulars monàrquics i 50.000 membres de les tribus armats, coneguts com «els fusells de combat», van envoltar Sanà, van capturar el seu principal aeroport i van tallar la carretera al port d'al-Hudayda, una ruta principal per als subministraments russos. En una batalla a dotze milles a l'est de la capital, van morir 3.200 soldats de tots dos bàndols, i tot un regiment republicà va desertar als monàrquics. Bin Hussein els va donar un ultimàtum: «Lliurin la ciutat o siguin aniquilats». Iryani es va dirigir al Caire per al que l'agència de premsa oficial egípcia va denominar «una revisió mèdica». El ministre d'Afers exteriors, Hassan Makki, també va abandonar el Iemen, deixant el govern a càrrec de Amri. Amri va declarar el toc de queda a les 6 de la tarda i va ordenar als civils formar unitats de milícia «per a defensar la república». En la Plaça de l'Alliberament, sis presumptes infiltrats monàrquics van ser executats públicament per un escamot d'afusellament, i els seus cossos van ser penjats posteriorment en pals.
Els republicans van presumir d'una nova força aèria, mentre que els monàrquics van afirmar haver derrocat un caça MiG-17 amb pilot rus. El Departament d'Estat dels EUA va dir que aquesta afirmació, així com els informes sobre vint-i-quatre MiG i quaranta tècnics i pilots soviètics que havien arribat al Iemen, eren correctes. Al gener, els republicans defensaven Sanà amb uns 2.000 soldats regulars i membres de la tribu, a més d'habitants armats i uns deu tancs. També comptaven amb el suport d'una vintena o més d'avions de combat pilotats per russos o iemenites que havien passat un curs intensiu en la Unió Soviètica. La ciutat encara podia alimentar-se del camp immediatament circumdant. Entre 4.000 i 5.000 monàrquics van sofrir el poder aeri republicà, però tenien l'avantatge del terreny elevat. No obstant això, no disposaven de suficient munició, ja que els saudites havien interromput els lliuraments d'armes després de l'acord de Khartum i van deixar de finançar als monàrquics després de desembre.

### Acords finals
Al febrer de 1968, es va aixecar el setge i els republicans van guanyar la guerra. Mentrestant, els britànics s'havien retirat de la Federació d'Aràbia del Sud, que ara s'havia convertit en el Iemen del Sud. Els monàrquics van romandre actius fins a 1970. Les converses entre els dos bàndols es van iniciar mentre continuaven els combats. El ministre d'Afers exteriors, Hassan Makki, va dir: «Millor anys de converses que un dia de lluita». En 1970, l'Aràbia Saudita va reconèixer a la República i es va produir un alto-el-foc. Els saudites van concedir a la república una subvenció de 20 milions de dòlars, que després es va repetir de manera intermitent, i els xeics iemenites van rebre estipendios saudites.

## Conseqüències
En 1971, tant Egipte com l'Aràbia Saudita s'havien desvinculat del Iemen. El Iemen del Sud va establir una connexió amb la Unió Soviètica. El setembre del 1971, Amri va dimitir després d'assassinar un fotògraf a Sanà, i es va donar més poder a Iryani, el president efectiu. Per a llavors, els monàrquics estaven integrats en la nova república, excepte la família del-Badr, i es va establir un Consell consultiu. Els enfrontaments al llarg de la frontera entre els estats van augmentar, i en 1972 va esclatar una petita guerra.
Després de la guerra, les tribus van estar més ben representades en el govern republicà. En 1969, els xeics van entrar en l'Assemblea Nacional i en 1971 en el Consell Consultiu. Sota el mandat de Iryani, els xeics, en particular els que van lluitar pels republicans i van estar prop de l'intent de mediació. Al final de la guerra es va produir una bretxa entre els polítics i xeics republicans, més antics i liberals, i uns certs xeics de l'exèrcit i activistes del Iemen del Sud. En l'estiu de 1972 va esclatar una guerra fronterera que va acabar amb la declaració del Iemen del Nord i el Iemen del Sud que es reunirien, però no ho van fer. Al Iemen del Nord va haver-hi queixes sobre la influència estrangera de l'Aràbia Saudita.